# Ciudad Bonampak
Ciudad Bonampak es una localidad del estado mexicano de Chiapas. Es parte del municipio de Ocozocoautla de Espinosa.

## Demografía
| Censo | Población |
| ----- | --------- |
| 2010  | 450       |
| 2020  | 1 593     |